# Сомов, Борис Андреевич
Борис Андреевич Сомов (1889—1968) — участник Белого движения на Юге России, полковник 1-го Лабинского казачьего полка.

## Биография

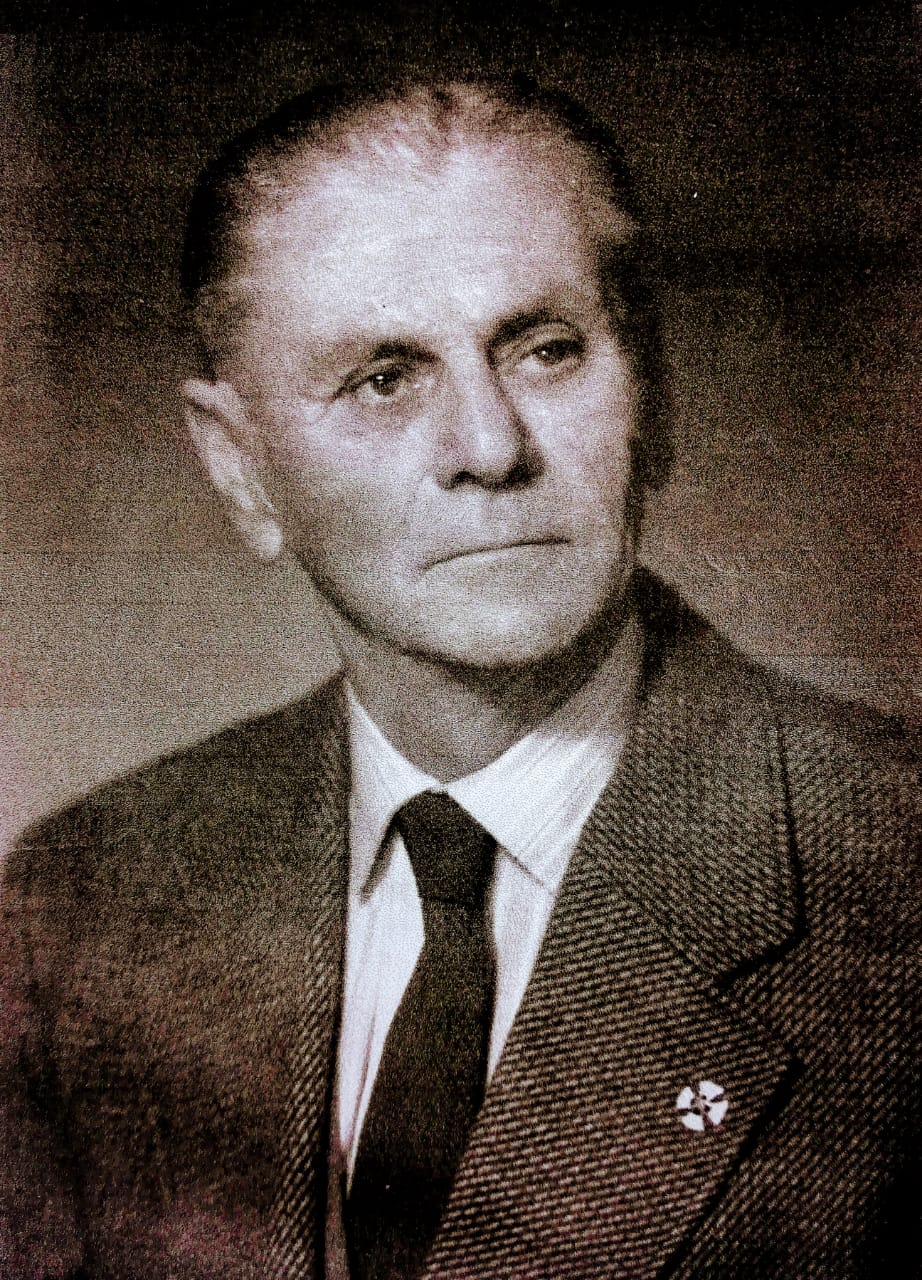
Полковник Сомов в эмиграции

Сын дворянина. Уроженец Херсонской губернии.
Учился в Одесском кадетском корпусе, однако курса не окончил. На военную службу поступил 8 ноября 1913 года нижним чином, окончил артиллерийскую школу.
С началом Первой мировой войны поступил в Ташкентское военное училище, по окончании которого 1 января 1916 года был произведен в прапорщики. 30 сентября 1916 года переведен в 4-й Кавказский стрелковый полк. Произведен в подпоручики 15 декабря 1916 года, в поручики — 4 января 1917 года.
В Гражданскую войну участвовал в Белом движении на Юге России. В Русской армии — полковник 1-го Лабинского казачьего полка. Награждён орденом Св. Николая Чудотворца
За то, что в бою 15 июля 1920 года, видя создавшееся тяжелое положение, он с небольшим числом казаков перешел в контр-атаку, служа все время примером личной храбрости, отваги и самоотвержения. Наседавший противник остановился и завязалась перестрелка. Далее противник, видя перед собой всего лишь несколько человек, вновь стал двигаться вперед, но это не поколебало полковника Сомова, который продолжал оставаться на месте с своими храбрецами. Подпустив противника на 500 шагов, он, с подошедшим подкреплением бросился в конном строю с криком "ура" на противника. Последний, не выдержав дружного удара, начал поспешно отступать. Доблесть полковника Сомова выручила части, попавшие в тяжелое положение и не дала возможности противнику выполнить свое намерение. Во время атаки полковник Сомов был тяжело ранен.
Эвакуировался из Крыма на остров Лемнос. Осенью 1925 года — в составе 1-го Сводно-Кубанского полка в Югославии. В эмиграции там же, в 1931 году был командиром 3-й Лабинской сотни. В годы Второй мировой войны служил в Русском корпусе: с 31 октября 1941 года был командиром 9-й сотни 2-го полка (в чине гауптмана), затем — командиром 2-й роты того же полка. В октябре 1944 года — командир взвода 3-й сотни 1-го батальона 1-го Казачьего полка (в чине лейтенанта). Ранен в Рачиновцах и Брчко 5 апреля 1945 года, после чего эвакуирован. Был выдан советским властям в Лиенце, провел 10 лет в лагерях, после чего уехал в Австрию.
Скончался в 1968 году в Вене. Похоронен на Хитцингском кладбище.